# Teratophyllum ludens
Teratophyllum ludens är en träjonväxtart som först beskrevs av Fée, och fick sitt nu gällande namn av Holtt. Teratophyllum ludens ingår i släktet Teratophyllum och familjen Dryopteridaceae. Inga underarter finns listade.